# Jure Longyka
Jure Longyka [~ lóngika] slovenski radijski voditelj, napovedovalec, govorni interpret, novinar, glasbeni urednik* 1969, Ljubljana.
Longyka je med letoma 1985 in 1997 delal na Radiu Študent kot tonski mojster, napovedovalec, glasbeni opremljevalec, novinar in avtor oddaj. Kasneje je med letoma 1990 in 1996 ustvaril in vodil 250 kontaktnih oddaj Oldies-Goldies lestvica. Od leta 1993 je na Radiu Študent vodil oddajo Izštekani. Leta 1997 je postal sodelavec Radia Slovenija in od leta 1998 oddajo Izštekani  vodi na tej radijski postaji. Od leta 1997 na Radiu Slovenija ureja in vodi tudi oddajo Telstar. Od leta 1999 redno dela tudi kot voditelj na 2. programu Radia Slovenija - Val 202.
Od leta 1989 je Longyka tudi projektni sodelavec številnih produkcijskih hiš za produkcijo oglasov in oddaj. Največkrat se v oglasih in oddajah pojavlja kot govorni interpret. Kot svetovalec pri izboru glasbe je sodeloval pri dveh slovenskih celovečernih filmih.

## Nagrade
- Viktor za oddajo Izštekani (1996)
- Viktor za najboljšega radijskega voditelja (1998)
- Viktor za najboljšega radijskega voditelja (1999)